# 林智鴻
林智鴻（英語：Lin, Chih Hung，1984年5月30日—），現任高雄市議員，民主進步黨籍政治人物，台東縣台東市人。先祖為屏東萬巒泗溝水的客家人。曾任高雄市政府新聞局主任秘書，2017年9月辭職投入高雄市議員選戰，於黨內初選民調中出線，獲民進黨提名為高雄市第九選區（鳳山區）市議員候選人，並順利當選。2020年獲高雄市公民監督公僕聯盟評鑑為問政優質議員，並擔任高雄市議會特色公園推動小組召集人，積極推動高雄市「特色公園」建置。2022年競選連任，舉辦多場「移動童樂園」及「親子踩街」，規劃氣墊樂園、闖關活動、故事劇場、創意DIY、飛行闖關樂，並全國首創於親子活動施放熱氣球，象徵「孩子的夢想升空」。並於同年順利連任高雄市第九選區（鳳山區）市議員，擔任高雄市議會民進黨團幹事長，於2023年擔任高雄市議會國民外交促進會會長。

## 早年
2008年11月10日，在高雄發起野草莓運動高雄場，表達集會人權、警察濫權等訴求，時任野草莓學運高雄場決策主席。12月7日，野草莓運動共同在台北發起「野給你看」大遊行，林因此與李立偉、謝昇佑、許仁碩、奉君山等人被列為違反集會遊行法之首謀，後獲不起訴處分。

## 從政

### 國會助理時期
在任職趙天麟委員辦公室期間，林曾協助趙天麟揭發毒澱粉案、制定室內空氣品質標準。2013年洪仲丘事件爆發後，同期禁閉生向趙辦公室揭發所知，7月18日，林與趙天麟委員於高雄召開記者會，控訴戒護士對洪仲丘不當操練。

### 市府任職時期
林於擔任高雄市府市長室副主任期間，協助時任高雄市長陳菊，曾打造曹公圳、五甲公園、鳳山體育園區等重大建設。後於2016年轉任市府新聞局主任秘書。

### 參選議員時期
2017年9月，林智鴻辭去高雄市政府新聞局主任秘書，投入高雄市議員選戰。同年11月，與黨內七位跨派系青年擬參選人共組新創政治連線，以聯合競選方式投入選戰。
2018年3月，林智鴻於黨內初選民調中出線，隨後獲民進黨提名為高雄市第九選區（鳳山區）市議員候選人。9月5日，林智鴻與高雄另外五位民進黨議員參選新人共組「高雄青連線」，訴求「高雄青，進議會，新一代，拚過半」。參選議員期間，林智鴻提出多項政策主張，如眷村文化保存 、體育處升格與預算增加、C-bike增設聽障友善服務管道、升格體育局，增預算至總預算1%等。
林亦持續與趙天麟合作揭弊、爭取建設。揭弊方面，如2017年11月與趙共同召開記者會，質疑慶富造船少東陳偉志勾結Alex Yang以QD公司做為掏空平台，以「一套人馬、多塊招牌」方式五鬼搬運，掏空公司；2018年5月與趙及同黨議員候選人李雅慧共同揭發國民身分證漏印防偽標誌問題。爭取建設方面，如成功爭取鳳山熱帶園藝試驗所道路整平、鐵路地下化鳳山出土段設置隔音牆與週邊環境改善。

## 事件及爭議

### 競選紛爭
2018年2月，林智鴻個人臉書遭網友張貼手槍照片，並留下「七爺66」字眼，疑為恐嚇意圖，該名嫌犯有竊盜跟公共危險罪的前科，日前已遭警方逮補。

### 參選議員期間質疑韓國瑜
雲林縣前縣長張榮味因林內垃圾焚化廠收賄弊案，於2018年8月4日遭判處8年有期徒刑。林智鴻質疑，韓國瑜與張榮味關係密切，如今張榮味判刑確定，韓還會以「張派人馬」自居嗎？對此，韓國瑜反批，朋友是一輩子的事，朋友情感交流不影響高雄選情，有些要選民意代表的人，「長得一表人才，內心卻非常陰暗」，「我勸他們不要把人做成這樣子，做人是一輩子的事情」。。

### 與議長許崑源論戰
2019年5月13日議員林智鴻質詢時，提問市長韓國瑜，「高雄有幾個行政區？」、「高雄行政區位置？」、「高雄五甲大廟的主神？」等「高雄基本問題」，引發韓國瑜不滿；韓一一指派局處首長回答，並頻頻大喊「高雄發大財」，表示不滿，還稱是表示方便議員臉書剪接影片。議長許崑源嗆林智鴻：「不知在當甚麼議員，一點素質都沒有」林智鴻現場對嗆許崑源，稱議長不應干涉議員問政模式，並要求停止計時；許崑源議長指責議員問政素質且未同意增加時間。

### 瘦肉精風波
2020年11月11日，國民黨高雄市議員提出《高雄市食品安全衛生管理自治條例》修正案。為反制民進黨提議將「豬」字刪除，改為全肉品萊劑都要零檢出，沒想到國民黨竟然同意。於是高雄市議會三讀通過《高雄市食品安全衛生管理自治條例》修正案，高雄成為首個所有肉品不得檢出瘦肉精縣市。但是民進黨市議員林智鴻批說，國民黨利用此事進行政治操作，犧牲市民健康，應該向高雄市民道歉。此論述引起社會大眾撻伐，被批「做對事還要道歉，果然是台灣價值！」

## 選舉紀錄
| 年度 | 選舉屆數             | 選舉區           | 所屬政黨   | 得票數 | 得票率 | 當選標記 | 備註 |
| ---- | -------------------- | ---------------- | ---------- | ------ | ------ | -------- | ---- |
| 2018 | 第三屆高雄市議員選舉 | 高雄市第九選舉區 | 民主進步黨 | 22,298 | 10.90% |          |      |
| 2022 | 第四屆高雄市議員選舉 | 高雄市第九選舉區 | 民主進步黨 | 13,501 | 8.29%  |          |      |